# 文山蛇根草
文山蛇根草（学名：Ophiorrhiza wenshanensis）是茜草科蛇根草属的植物，其种加词“wenshanensis”意为“云南文山的”。中国特有植物。分布在中国大陆的 云南省、海南省等地，生长于海拔1,000米的地区，一般生长在灌草丛中或山谷密林下，目前尚未由人工引种栽培。